# Hajba Antal
Hajba Antal (Mikosszéplak, 1938. január 16. – 2017. március 5.) világbajnok magyar kenus, mesteredző.

## Pályafutása
1953 és 1957 között még birkózóként versenyzett a Bp. Honvéd korosztályos csapatában. 1957-ben váltott a kenura. 1957 és 1959 között a Kossuth Kajak Klub, 1959 és 1966 között az MHS, 1967 és 1971 között az Egyetértés kenusa volt. Nevelőedzője Dávid Géza volt. 1963 és 1966 között Söptei János, 1966–67-ben Parti János irányította az edzéseit. 1963 és 1967 között válogatott kerettag volt.
Az 1964-es tokiói olimpián C-2 1000 méteren Soltész Árpáddal a negyedik helyen végzett. Az 1966-os kelet-berlini világbajnokságon 10 000 méteren világbajnoki címet szerzett. 1961 és 1967 között tíz magyar bajnoki címet nyert.
1969-től edzőként dolgozott. Kajak-kenu szakedzői diplomáját 1972-ben szerezte meg a Testnevelési Főiskolán. 1977-től mesteredzőként tevékenykedett. 1969 és 1972 között az Egyetértés, 1972-ben a kanadai válogatott, 1972 és 1982 között a Bp. Honvéd kenuedzője volt. 1982-től a Paksi Atomerőmű SE vezetőedzőjeként dolgozott. 1987–88-ban a dél-koreai kenuválogatott vezetőedzője volt. Tanítványai közül Buday Tamás, Frey Oszkár és Hoffmann Ervin világbajnokok lettek.

## Sikerei, díjai
- Olimpiai játékok
  - 4.: 1964, Tokió (C-2 1000 m) - Soltész Árpáddal
- Világbajnokság
  - aranyérmes: 1966, Kelet-Berlin (C-1 10000 m)
  - 4.: 1963 (C-1 1000 m)
- Európa-bajnokság
  - 4.: 1963 (C-1 1000 m), 1965 (C-1 1000 m), 1967 (C-1 10000 m)
  - 5.: 1965 (C-1 10000 m)
  - 7.: 1961 (C-1 1000 m)
  - 10.: 1961 (C-1 10000 m)
- Magyar bajnokság
  - bajnok (10)
    - C-1 500 m (1961, 1967)
    - C-1 1000 m (1961, 1965)
    - C-1 10000 m (1963, 1964)
    - C-1 4×500 m (1963, 1965, 1966)
    - C-2 1000 m (1967)

  - 2. helyezett (7)
    - C-1 500 m (1962, 1963, 1965)
    - C-1 1000 m (1962)
    - C-1 10000 m (1961, 1965)
    - C-2 1000 m (1964)

  - 3. helyezett (4)
    - C-1 1000 m (1963, 1964, 1967)
    - C-1 10000 m (1962)